# Freedom Fighters
Freedom Fighters -Ice cream motta hadashi no megami to, kikanjū motta hadaka no ōsama- (Freedom Fighters -アイスクリーム持った裸足の女神と、機関銃持った裸の王様-?) è il nono singolo del cantante visual kei giapponese miyavi. È stato pubblicato il 4 maggio 2005 dall'etichetta indie PS COMPANY.
Il singolo è stato stampato in due versioni, entrambe in confezione jewel case: una special edition con DVD extra ed una normal edition con solo CD, copertina diversa ed una traccia multimediale con il making of del videoclip.

## Tracce
Tutti i brani sono testo e musica di miyavi.

Dopo il titolo è indicata fra parentesi "()" la grafia originale del titolo.
1. Freedom Fighters -Ice cream motta hadashi no megami to, kikanjū motta hadaka no ōsama- (Freedom Fighters -アイスクリーム持った裸足の女神と、機関銃持った裸の王様-?) - 4:54
2. Shōri no V-ROCK!! (勝利のV-ROCK!!?) - 3:36

### DVD
1. Freedom Fighters -Ice cream motta hadashi no megami to, kikanjū motta hadaka no ōsama-; videoclip

## Altre presenze
- Freedom Fighters -Ice cream motta hadashi no megami to, kikanjū motta hadaka no ōsama-
  - 01/06/2005 - miyavizm
  - 22/04/2009 - VICTORY ROAD TO THE KING OF NEO VISUAL ROCK
- Shōri no V-ROCK!!
  - 18/07/2007 - 7 SAMURAI SESSIONS -We're KAVKI BOIZ-

## Formazione
- miyavi - voce